# 南洋理工大学天津研究生院
南洋理工大学天津研究生院，也称南洋理工大学生态城研究生院，是新加坡南洋理工大学坐落在天津市滨海新区的中新生态城的研究生院，该研究生院将负责建设、发展生态城的人才培养和智力支撑。预计2013年9月正式开学，面向中国大陆地区招收500至1000名的研究生。届时，它也将成为新加坡南洋理工大学的学生在中国的实习基地。

## 定位
南洋理工大学生态城研究生院的定位是希望从科研的角度推动中新天津生态城甚至滨海新区的发展，帮助当地培养一批能源、动漫、物流等方面有关的高层次的人才，与中新生态城内的清洁能源、动漫等低碳生态产业对接。由于研究生院的定位高端，因此暂不面向中国大陆地区招收本科生。

## 筹备

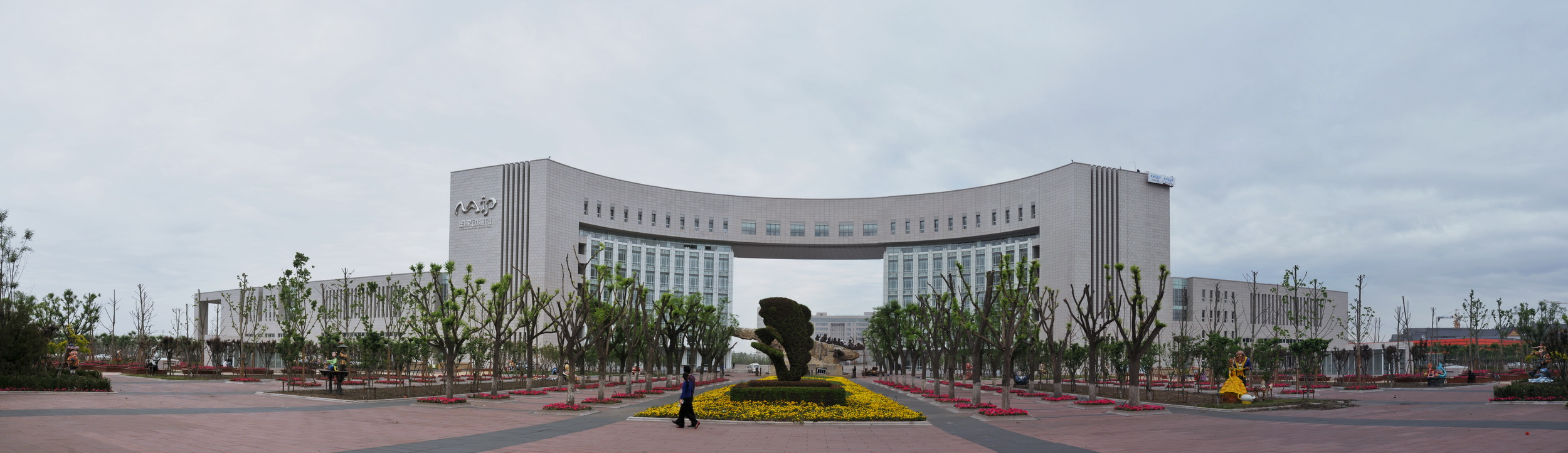
中新生态城的国家动漫园

天津与新加坡著名高校的合作办学项目的酝酿和筹备始于2009年。经过一年时间的磋商、探讨和谈判，南开大学、天津大学与新加坡国立大学、南洋理工大学，已经达成在生态城内教育合作的意向。2010年11月15日，在中华人民共和国副主席习近平和新加坡总理李显龙的见证下，由天津市教育委员会、中新天津生态城管委会与新加坡南洋理工大学三方在新加坡共同签署合作备忘录。根据备忘录的内容显示，南洋理工大学将在新加坡校本部现有学术模式、教学方法的基础上，在中新天津生态城内与中方合作开办一所高水平研究型的国际化学院。该学院将借助南洋理工大学的办学优势和学科专长，为天津市提供人才支持。学科方面设置环境保护和水技术研发、数字动漫等方面的研究生课程，以支撑中新生态城的建设与发展，并在商务、金融等领域进行项目合作。与此同时，它也将寻求与天津大学和南开大学联合开办研究和研究生课程。